# Artavasdes I de Mèdia Atropatene
Artavasdes I (que segurament va néixer l'any 59 aC i va morir l'any 20 aC) va ser rei de la Mèdia Atropatene circa el 36 aC i fins potser el 20 aC. De l'any 30 aC al 20 aC també va rebre el govern de l'Armènia Menor. Era fill del rei Ariobarzanes I de la Mèdia Atropatene.
Era enemic d'Artavasdes III d'Armènia (55 aC-34 aC) que era client romà. L'any 39 aC Marc Antoni va envair el país, com a pas contra l'Imperi Part. Va assetjar la capital Phraaspa, però els romans es van haver de retirar. El rei d'Atropatene i el seu aliat, el rei Fraates IV de Pàrtia es van barallar pel botí aconseguit dels romans, i Artavasdes, descontent, va canviar de bàndol i es va aliar amb Marc Antoni per mitjà del rei Polemó I del Pont (37 aC-8 aC). Marc Antoni va acceptar l'aliança en una entrevista a la vora de l'Araxes que va tenir lloc l'any 34 aC o potser el 33 aC. La filla del rei, Iotape, com a rúbrica dels acords, va ser promesa a Alexandre Heli, fill de Marc Antoni, al que va proclamar rei d'una part d'Armènia l'any 34 aC o el 33 aC. mentre es va concedir la resta del territori a Artavasdes.
Amb ajut romà, el rei va poder fer la guerra contra l'Imperi Part amb avantatge durant un temps, però quant Marc Antoni va haver de retirar les seves forces per oposar-se a Octavi, Artaxes II, de la dinastia artàxida armènia, va aconseguir derrotar amb facilitat a Artavasdes. Artaxes tenia el suport part i va recuperar Armènia l'any 33 aC. Va fer presoner al rei de l'Atropatene. Algun temps després el va alliberar i després de la batalla d'Àccium, Octavi li va tornar a seva filla Iotape, la dona d'Alexandre Hèlios. Dió Cassi diu que Octavi August el va fer rei d'Armènia Menor.
Va morir aproximadament l'any 20 aC quan tenia uns 39 anys, i sembla que va morir a Roma.